# Ишмаков, Вадим Олегович
Вадим Олегович Ишмаков (укр. Вадим Олегович Ішмаков; 30 августа 1979, Запорожье, Украинская ССР, СССР) — украинский футболист, защитник.

## Биография
Выступал за «Далис» (КФК), одесские: «СКА-Лотто», «Динамо-СКА». В сезоне 1999/00 играл в «Торпедо» из города Запорожье, «Виктор», «Таврию». Позже играл в «Титане» из Армянска. С 2003 года выступал в Белоруссии за брестское «Динамо».
В феврале 2009 года перешёл в «Крымтеплицу», подписал контракт на два года.